# Пуертас (Саламанка)
Пуертас (ісп. Puertas) — муніципалітет в Іспанії, у складі автономної спільноти Кастилія-і-Леон, у провінції Саламанка. Населення — 85 осіб (2010).
Муніципалітет розташований на відстані близько 230 км на захід від Мадрида, 55 км на захід від Саламанки.
На території муніципалітету розташовані такі населені пункти: (дані про населення за 2010 рік)
- Сересаль-де-Пуертас: 28 осіб
- Ель-Гроо: 12 осіб
- Мансерас: 25 осіб
- Пуертас: 20 осіб

## Галерея зображень

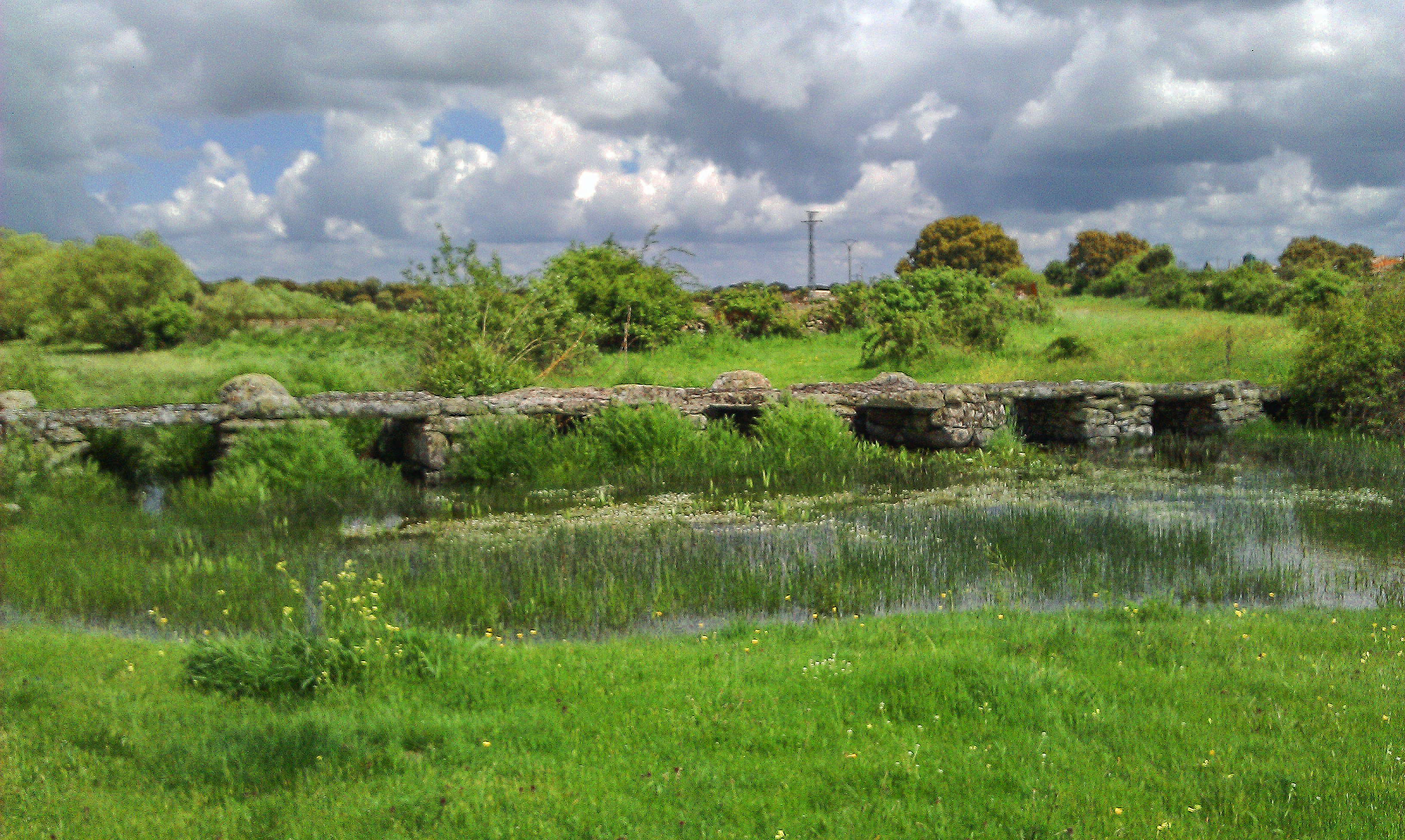

## Демографія
Динаміка населення (INE ):

## Зовнішні посилання
- Провінційна рада Саламанки: індекс муніципалітетів
- Посилання на Google Maps